# 韩江
23°53′34″N 116°40′20″E / 23.8927952°N 116.6723515°E

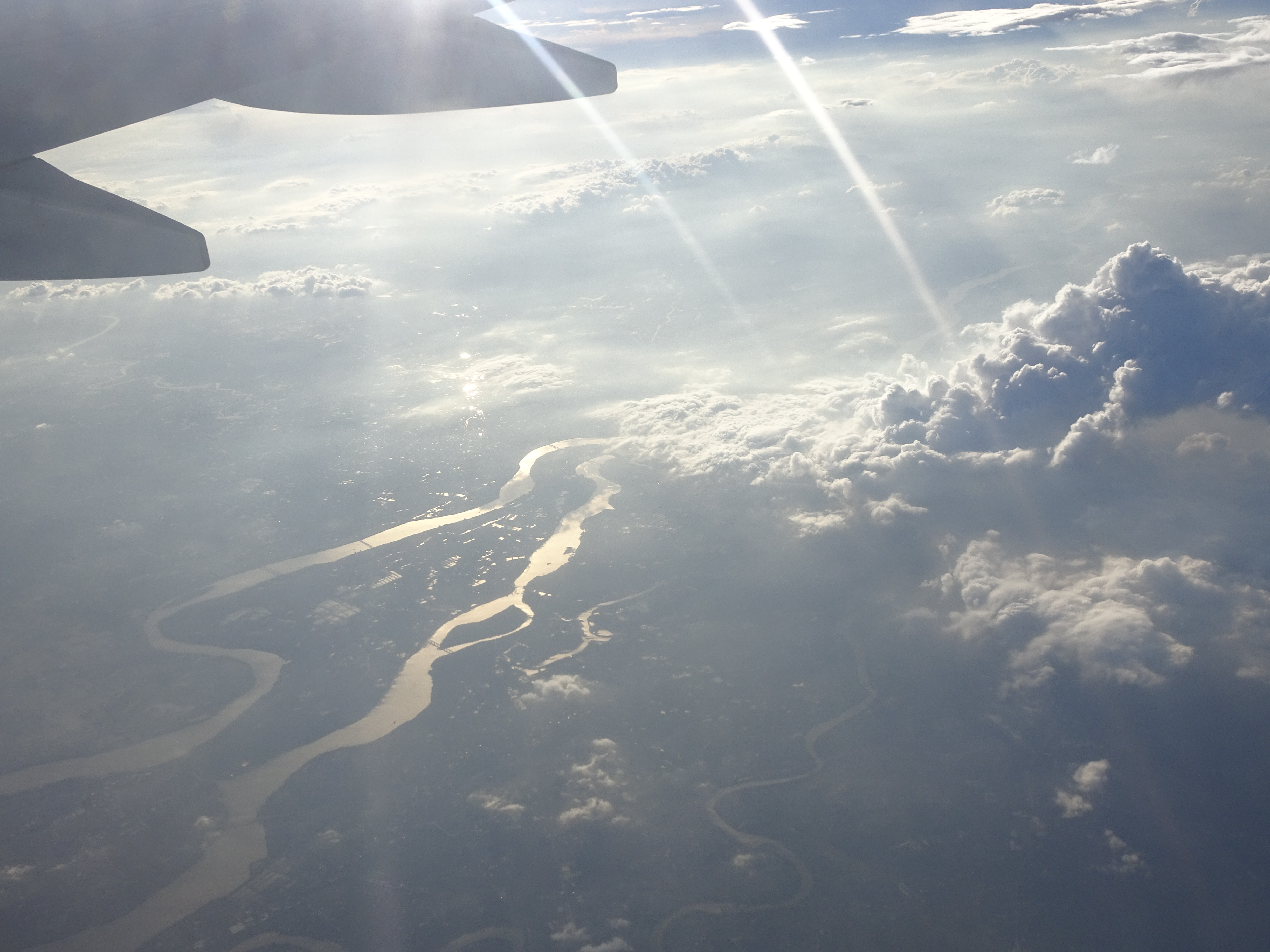
韓江主河道下游的空拍照片

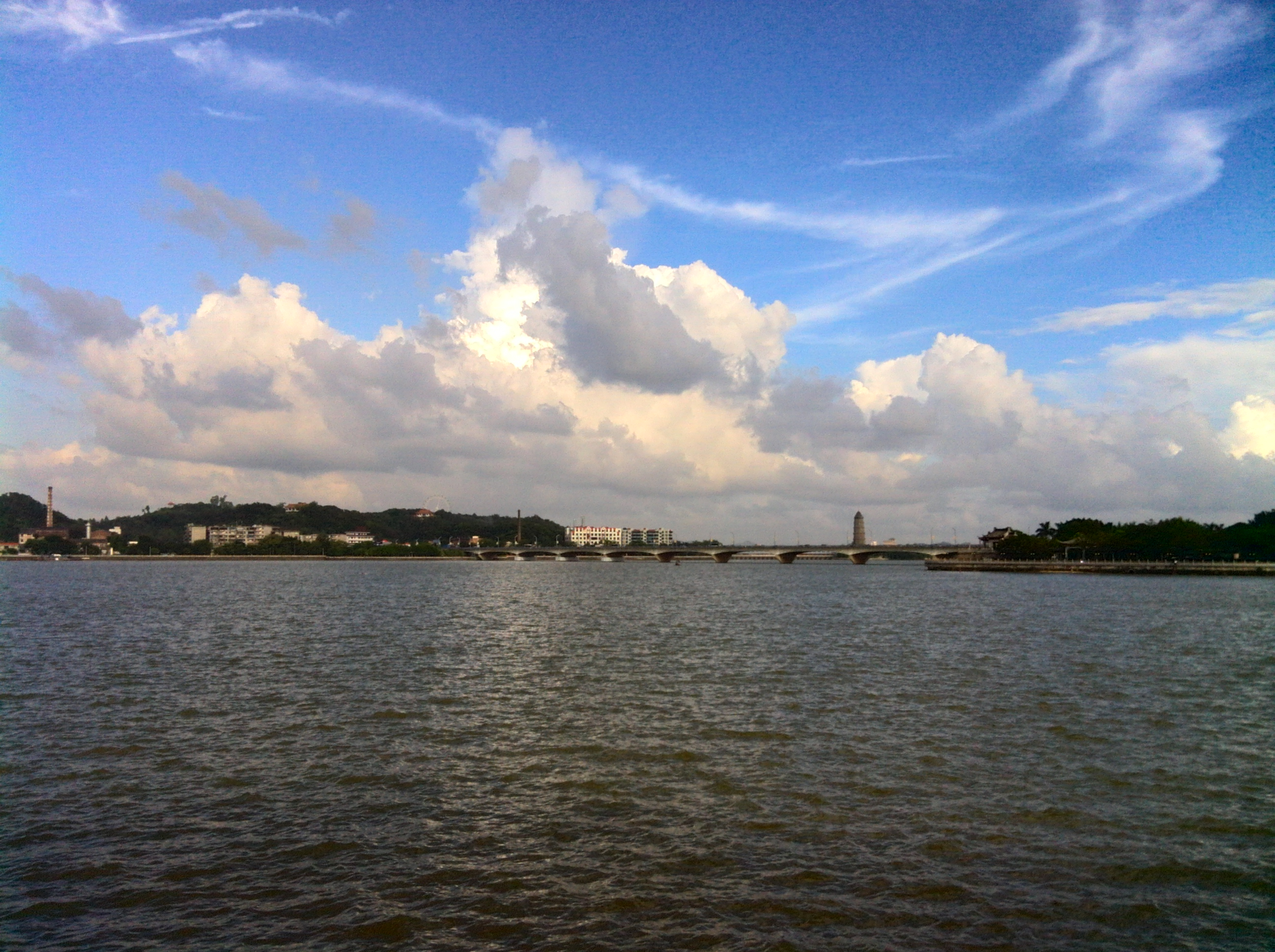
韩江

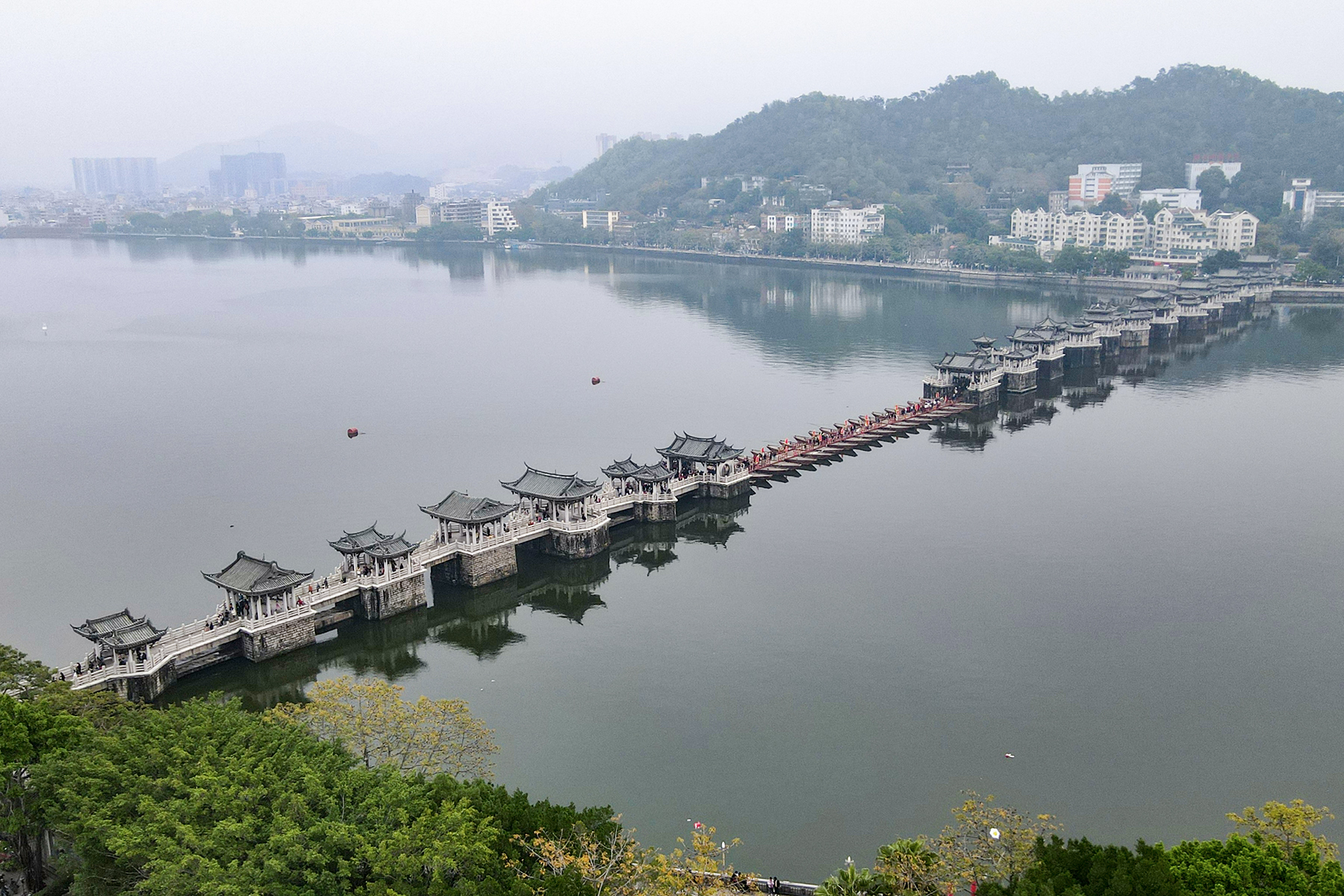
韩江上的广济桥

韩江位于中华人民共和国廣東省東部，全长约470公里，是广东省第二长的河流，仅次于珠江。狹義韩江是潮州市的潮安區、湘橋區，汕頭市的澄海區、龍湖區、金平區与梅州市的大埔县、丰顺县各民系人民的母亲河。廣義的韓江主干流還包括發源于河源市紫金縣七星岽流經梅州市五華縣、興寧市、梅縣區、梅江區最後到大埔縣三河壩匯入韓江的梅江。韩江中游有中国四大古桥之一的广济桥。

## 历史
韩江在唐朝之前曾经因嚴重鳄患而被称为恶溪或鳄溪，后来韩愈被贬潮州时將河中的鱷魚消滅殆盡，当地百姓为纪念韩愈的贡献而命名此河為“韩江”。

## 流域
韩江的上游分别是发源于廣東紫金縣東南部的梅江，发源于闽西的汀江，发源于閩南的梅潭河。三支上游于大埔县三河坝镇境内交汇，形成了韩江，干流长470 km，向南流经潮州后，韩江分为北溪（东里河）、东溪（莲阳河）、西溪三汊，西溪于旦家园村附近又分梅溪、新津河、外砂河入海。韩江流域集水面积大于100平方公里的各级支流共有53条。在广东省境内流域面积大于1000平方公里的有五华河、宁江、石窟河、汀江、梅潭河等。
韩江是广东省第二大水系，包括广东、福建、江西三省共22县市，流域面积30112平方公里，其中70%在广东境内，30%在广东境外。其中汀江流域面积为11802平方公里，梅河流域面积为13929平方公里，三河坝至潮安水文站区间流域面积为3346 km2，潮安以下（韩江三角洲）为1035平方公里。水量丰沛，虽然流域面积仅为淮河的18%，但水量却相当于淮河的85%。
韩江流域广东省境内等级航道共524 km，其中一级～三级航道仅为3 km。航道仍然维持在原来天然状态下航道等级水平。

## 主要鱼类
韩江主要鱼类包括：
- 日本鳗鲡
- 花鳗鲡
- 大鳍鱊
- 厚刺光唇鱼
- 鳙
- 鲫
- 鲮
- 草鱼
- 翘嘴鲌
- 鲤
- 东方墨头鱼
- 䱗
- 鲢
- 露斯塔野鲮
- 鲂
- 广东鲂
- 福建小鳔鮈
- 纹唇鱼
- 似鮈
- 飘鱼
- 吻鮈
- 黒鳍鳈
- 大眼华鳊
- 银鮈
- 赤眼鳟
- 黄尾鲴
- 中华花鳅
- 薄鳅
- 泥鳅
- 下口鲇
- 鲇
- 胡子鲇
- 斑鳠
- 长吻鮠
- 瓦氏黄颡鱼
- 长脂拟鲿
- 白边拟鲿
- 白肌银鱼
- 间下鱵鱼
- 黄鳝
- 大刺鳅
- 中国少鳞鳜
- 斑鳜
- 莫桑比克罗非鱼
- 尼罗罗非鱼
- 海丰沙塘鳢
- 尖头塘鳢
- 舌虾虎鱼
- 斑纹舌虾虎鱼
- 子陵吻虾虎鱼
- 攀鲈
- 乌鳢
- 弓斑东方鲀